# Пашицький Ернст Анатолійович
Ернст (Ернест) Анатолійович Пашицький (16 грудня 1936, Житомир — 14 лютого 2023, Київ) — український фізик-теоретик, педагог, автор науково-фантастичних творів. Доктор фізико-математичних наук (1974), професор (1990), член-кореспондент Національної академії наук України (2009). Лауреат Державної премії УРСР в галузі науки і техніки (1987).
Понад 60 років — науковий співробітник Інституту фізики НАН України (1959—1962; 1965—2023), із яких 8 років — керівник Лабораторії теорії недосконалих кристалів (1989—1997). Паралельно майже 35 років викладав у своїй alma mater — Київському національному університеті імені Тараса Шевченка (1975—2008). Автор понад 200 наукових робіт. Шанувальникам наукової фантастики відомий, як автор повісті «Подорож буде небезпечною» (1989; спільно із Олександром Роженом).

## Життєпис
Народився 16 грудня 1936-го року у Житомирі. У 1959-му році закінчив фізичний факультет Київського національного університету імені Тараса Шевченка. Відтоді ж — молодший науковий співробітник Інституту фізики НАН України.
У 1962-му році вступив до аспірантури Інституту атомної енергії ім. І. В. Курчатова, у зв'язку з чим тимчасово залишив Інститут фізики та Київ. У 1965-му році, після закінчення аспірантури, повернувся до столиці України. Тоді ж здобув науковий ступінь кандидата фізико-математичних наук, захистивши дисертацію на тему «Вопросы теории устойчивости неравновесной плазмы».
У 1968-му році підвищений до старшого наукового співробітника Інституту фізики. У 1974-му році здобув науковий ступінь доктора фізико-математичних наук, захистивши дисертацію на тему «Коллективные эффекты и сверхпроводимость в системах с кулоновским взаимодействием». Позитивний відгук на дисертацію дав академік та майбутній лауреат Нобелівської премії з фізики Віталій Гінзбург.
З 1975-го року — викладач, пізніше професор фізичного та радіофізичного факультетів своєї alma mater — КНУ ім. Т. Г. Шевченка.
У 1981-му році видав свій перший прозовий твір — науково-фантастичне оповідання «Квантова планета», через два роки — друге оповідання «Містеріум». У 1987-му році, разом із колегами, був нагороджений Державною премією УРСР в галузі науки і техніки — за цикл робіт «Ефекти самовпливу та самоорганізації при формуванні упорядкованих дефектних і домішкових структур у твердих тілах».
У 1989-му році була опублікована науково-художня повість в авторстві Ернста Пашицького та Олександра Рожена — «Подорож буде небезпечною». Відтоді ж — керівник Лабораторії теорії недосконалих кристалів Інституту фізики. Через рік здобув вчене звання професора.
З 1997-го року — головний науковий співробітник Інституту фізики. У 2005-му році, разом із колегами, був нагороджений премією НАН України імені С. І. Пекаря — за створення двохтомного енциклопедичного словника «Фізика твердого тіла».
У 2008-му році залишив КНУ ім. Т. Г. Шевченка, перейшов до Києво-Могилянської академії, де чотири роки викладав на кафедрі фізико-математичних наук. У 2009-му році був обраний членом-кореспондентом Національної академії наук України.

Могила Ернста Пашицького, Байкове кладовище

Автор понад 200 наукових робіт, науковий керівник близько 10-ти кандидатів та докторів наук. Багаторічний лектор товариства «Знання», член Вченої ради Інституту фізики, експертних рад з фізики Вищої атестаційної комісії України, Акредитаційної комісії України та Міністерства освіти і науки України. У 2016-му році вийшов зі складу експертної ради з фізико-математичних наук Акредитаційної комісії України через знайдений плагіат у докторській дисертації Катерини Кириленко.
Дослідник фізики плазми, теорії надпровідності та надплинності, фізики поверхні, гідродинаміки вихорів у різних середовищах. У кінці 1960-х років, за 20-ть років до експериментального відкриття високотемпературної надпровідності передбачив її у своїх наукових роботах та обгрунтував її виникнення.
Працював до останніх днів життя. Помер через півтора місяці після смерті дружини, 14 лютого 2023-го року. Був кремований, прах похований у колумбарії Байкового кладовища.

### Родина
Дружина — одна із провідних модельєрок Будинку моделей «Хрещатик», заслужений працівник промисловості України Марія Пашицька (1938—2022). Виховали трьох доньок-близнят. Одна з них — поетеса, драматург Любов Пашицька, працює під творчим псевдонімом Любов Серйозна (нар. 1967).

## Науковий та творчий доробок (частковий)
- 1965 — «Вопросы теории устойчивости неравновесной плазмы» (дисертація)
- 1968 — «О „плазмонном“ механизме сверхпроводимости в вырожденных полупроводниках или полуметаллах»
- 1973 — «Влияние низкочастотных фононов на критическую температуру сверхпроводников» (посібник; у співавторстві)
- 1974 — «Коллективные эффекты и сверхпроводимость в системах с кулоновским взаимодействием» (дисертація)
- 1974 — «К вопросу о кулоновских корреляциях в электронной жидкости при металлических плотностях» (у співавторстві)
- 1976 — «О сверхпроводимости полярных многодолинных полупроводников и полуметаллов» (разом із Олександром Габовичем)
- 1977 — «О критерии ферромагнетизма полуметаллов» (у співавторстві)
- 1977 — «Пайерлсовский переход в квазиодномерных металлах» (разом із Олександром Габовичем)
- 1978 — «Сверхпроводимость и сверхтекучесть в природе и технике» (посібник)
- 1980 — «Взаимодействие зарядов в слоистых системах с пространственной дисперсией» (посібник; у співавторстві)
- 1981 — «Квантовая планета» (художнє оповідання)
- 1983 — «Мистериум» (художнє оповідання)
- 1983 — «Элементарные частицы: что мы о них знаем сегодня» (лекції)
- 1985 — «Взаимодействие движущихся зарядов вблизи поверхности металлов» (посібник; разом із Олегом Брауном)
- 1985 — «Основы теории сверхпроводимости» (навчальний посібник)
- 1988 — «Сверхтекучая бозе-жидкость с интенсивным парным конденсатом» (у співавторстві)
- 1989 — «Подорож буде небезпечною» (науково-художня повість; разом із Олександром Роженом)
- 1991 — «Биполяронные состояния в ионных кристаллах и проблема высокотемпературной сверхпроводимости» (посібник; у співавторстві)
- 1998 — «Наблюдал ли Огг высокотемпературную сверхпроводимость в металл-аммиачных растворах?» (стаття)
- 1998 — «О влиянии дислокационных скоплений на критическую температуру высокотемпературных сверхпроводников» (стаття; у співавторстві)
- 1998 — «О механизме повышения критической температуры в купратных высокотемпературных сверхпроводниках под давлением» (стаття)
- 1999 — «Gap symmetry and charge density excitations in high-Tc superconductors with extended saddle points in electron spectrum» (стаття; у співавторстві)
- 1999 — «Куперовское спаривание двумерных електронов в квантующем магнитном поле и дробный квантовый эффект Холла» (стаття)
- 1999 — «Роль парных корреляций в формировании основного состояния и спектра элементарных возбуждений сверхтекучей бозе-жидкости» (стаття)
- 2001 — «О природе полуцелых квантовых особенностей транспортного и холловского сопротивлений 2D электронных систем в квантующем магнитном поле» (стаття)
- 2001 — «Роль флуктуаций зарядовой плотности и многочастичных кулоновских корреляций в механизме высокотемпературной сверхпроводимости купратных металлооксидных соединений» (стаття; у співавторстві)
- 2001 — «Температурная зависимость критического тока в высокотемпературных сверхпроводниках с малоугловыми границами раздела кристаллических блоков» (стаття; у співавторстві)
- 2002 — «Ключевая роль внутримолекулярных ян-теллеровских колебаний и многодолинности зонного спектра в механизме сверхпроводимости допированных фуллеритов C60» (стаття; у співавторстві)
- 2002 — «Магнитополевые и температурные зависимости критического тока в тонких эпитаксиальных пленках высокотемпературного сверхпроводника» (стаття; у співавторстві)
- 2003 — «Особенности угловой зависимости критического тока в тонких эпитаксиальных плeнках ВТСП» (стаття; у співавторстві)
- 2005 — «Гідродинамічні вихори у відкритих системах зі стоками речовини» (стаття; у співавторстві)
- 2005 — «Механизм „твердотельного“ вращения сверхтекучей и нормальной компонент в процессе расслоения пересыщенного раствора» (стаття; у співавторстві)
- 2005 — «Физика твёрдого тела» (двохтомний енциклопедичний словник; у співавторстві)
- 2007 — «О причине электрической активности сверхтекучего гелия при возбуждении в нем волн второго звука и колебаний скорости нормальной компоненты» (стаття; у співавторстві)
- 2008 — «„Инфракрасные“ особенности в полевой теории сверхтекучести и температурные поправки к скоростям первого и второго звуков в гелии II» (стаття; у співавторстві)
- 2008 — «К вопросу о плазмонном механизме высокотемпературной сверхпроводимости в слоистых кристаллах и двумерных системах» (стаття; у співавторстві)
- 2009 — «Про природу електричної активності надплинного гелію при збудженні хвиль другого звуку» (стаття; у співавторстві)
- 2010 — «Нелинейная динамика вихрей в открытых неравновесных системах с объемным стоком вещества и механизм рождения торнадо и тайфунов» (стаття)
- 2010 — «Высокоэнергетический „кинк“ в спектре квазичастиц как свидетельство важной роли флуктуаций зарядовой плотности в механизме высокотемпературной сверхпроводимости купратов» (стаття; у співавторстві)
- 2011 — «Вихри вокруг нас» (стаття)
- 2011 — «К вопросу об эффектах экранировки и о спектре плазмонов в графене» (стаття; у співавторстві)
- 2016 — «Зависимость критической температуры от числа куперовских пар и механизм сверх-проводимости в слоистом кристалле LaSrCuO» (стаття)
- 2020 — «О возможном подобии электрослабого и гравитационного взаимодействий» (стаття)
- 2022 — «Possibility for the anisotropic acoustic plasmons in LaH10 and their role in enhancement of the critical temperature of superconducting transition» (стаття; у співавторстві)

## Нагороди
- 1987 — державна премія УРСР в галузі науки і техніки — за цикл робіт «Ефекти самовпливу та самоорганізації при формуванні упорядкованих дефектних і домішкових структур у твердих тілах»
- 2005 — премія НАН України імені С. І. Пекаря — за створення двохтомного енциклопедичного словника «Фізика твердого тіла»
- 2016 — почесна грамота Президії НАН України і Центрального комітету профспілки працівників НАН України — за багатолітню плідну творчу працю та вагомий особистий внесок у розвиток наукових досліджень в галузі теоретичної фізики